# Víctor Caballero
Víctor Ernesto Caballero Rodríguez (Callao, 8 de octubre de 1990) es un periodista, comunicador, youtuber, escritor y columnista peruano, conocido por crear el pódcast periodístico y de sátira política El diario de Curwen, transmitido desde 2014.

## Biografía
Víctor Caballero nació el 8 de octubre de 1990 en el Callao. De joven era conservador y practicaba la homofobia, hasta que cambió de opinión al leer De profundis, de Oscar Wilde, a los 20 años.
En 2014, Caballero creó a Curwen es un personaje de ficción creado como alter ego de Víctor Ernesto Caballero Rodríguez.  Este personaje, cuyo nombre completo es Harry Curwen, fue construido con influencias literarias significativas. El nombre Harry proviene de un personaje de El retrato de Dorian Gray, conocido por tener siempre una respuesta para todo. El apellido Curwen es una referencia directa a un personaje del libro El caso de Charles Dexter Ward de H. P. Lovecraft.
En 2016, Caballero denunció que el canal Latina Televisión difundió una entrevista a Verónika Mendoza y que la adueñó al momento de solicitar su retiro en el canal original. Como resultado, Latina revocó la solicitud y quitó la entrevista en sus redes sociales. Por otro lado, Caballero se ofreció como asesor al propietario del blog La habitación de Henry Spencer, Luis Carlos Burneo, para participar en una campaña política antifujimorista en redes sociales.
Según un estudio de GfK en 2019, Víctor Caballero consiguió el segundo puesto como el influencer peruano con mayor recordación digital en el rubro de «Noticias y políticas», por debajo de Mávila Huertas. En ese año, Caballero anunció la suspensión de su canal para dedicarse a generar contenido en el diario La República.

## Proyectos

### El diario de Curwen
El canal difunde videos explicativos sobre política nacional y se caracteriza por relatar acontecimientos de carácter relevante con la sociedad contemporánea.
Desde la pasión por escribir, El diario de Curwen inició como un blog en Facebook en 2014, el espacio digital evolucionó, manteniendo su formato de blog hasta la publicación del primer video relacionado con «El caso Comunicore» del entonces alcalde de Lima Luis Castañeda Lossio. El interés por el tema llevó a la realización del primer vídeo del blog. Caballero se atrevió a conocer el caso a modo de «minitutorial». Los medios de comunicación tradicionales, que no cubrían aquel suceso en su totalidad, compartieron el vídeo, lo que marcó el comienzo del canal de YouTube de El Diario de Curwen.
Este canal se nutrió de la sátira política, mientras el personaje llevaba con gafas oscuras para presentar las noticias. Una de las producciones, que criticaba a aquellos que se oponían a la iniciativa #NiUnaMenos en 2016, se convirtió en fenómeno viral en cinco días. También comentaba sobre periodistas como el legado de Gustavo Mohme Llona en el Congreso de la República. Para evitar problemas legales con algunas figuras controvertidas, se recurre a la parodia.
En 2021, relanzó su canal con un formato de mininoticiero de corte sobrio. Posteriormente, se realizaron transmisiones en vivo de opinión. Estos recibieron el título de «Brutalidad política» y tienen un tono más irreverente, inspirado en los programas de debates futbolísticos. En estas transmisiones suele recibir a personalidades como Phillip Butters. En una entrevista con Anuska Buenaluque, reconoce que recurre al lenguaje soez en sus transmisiones en vivo para que el público peruano se identifique.
En su nueva etapa, El Diario de Curwen fue nominado a los Luminy Awards, organizados por Andy Merino.

### Participación enTodo Good
En 2024, su personaje fue presentado con frecuencia en Todo Good, un canal de YouTube sobre variedades y otras situaciones cotidianas en el que participaba como panelista e interactuaba con celebridades invitadas como Gabriela Serpa y Antauro Humala. Si bien el programa ofrecía momentos cómicos, Víctor Caballero reconoció que su equipo toma medidas para mitigar algunas conversaciones que puedan resultar controvertidas para la audiencia, a las que considera como «una oportunidad para aprender». Sus opiniones han estado en el punto de mira de Rafael López Aliaga, quien ha publicado mensajes difamatorios contra él en redes sociales.
Al año siguiente, Caballero expresó su malestar con el director y fundador del canal José Luis Rodríguez. Esto ocurrió cuando el streamer Andy Merino anunció que demandaría a Caballero por difamación luego que él lo comparara con Juan Luis Cipriani (excardenal acusado de abuso sexual), lo que llevó al fundador del canal a disculparse y a evitar una denuncia legal. Antes de marcharse por unos días, señaló que, si bien hay «talento», las diferencias con el resto del reparto habían provocado una situación incómoda. Posteriormente, confesó que había tenido diferencias políticas con Merino desde 2016. Días después, Caballero se reincorporó y el programa continuó como antes, generando reacciones entre la audiencia.
Caballero realiza sesiones de música con la banda Los Esquizos, en la que participa como guitarrista.

## Obras
- 2022: Castillo. Breve historia del gobierno del pueblo